# باربرا كروغر
باربرا كروغر (بالإنجليزية: Barbara Kruger)‏ هي رسامة ومصورة أمريكية، ولدت في 26 يناير 1945 في نيوآرك في الولايات المتحدة.

## وصلات خارجية
- باربرا كروغر على موقع الموسوعة البريطانية (الإنجليزية)
- باربرا كروغر على موقع مونزينجر (الألمانية)
- باربرا كروغر على موقع ديسكوغز (الإنجليزية)